# Max Bretschneider

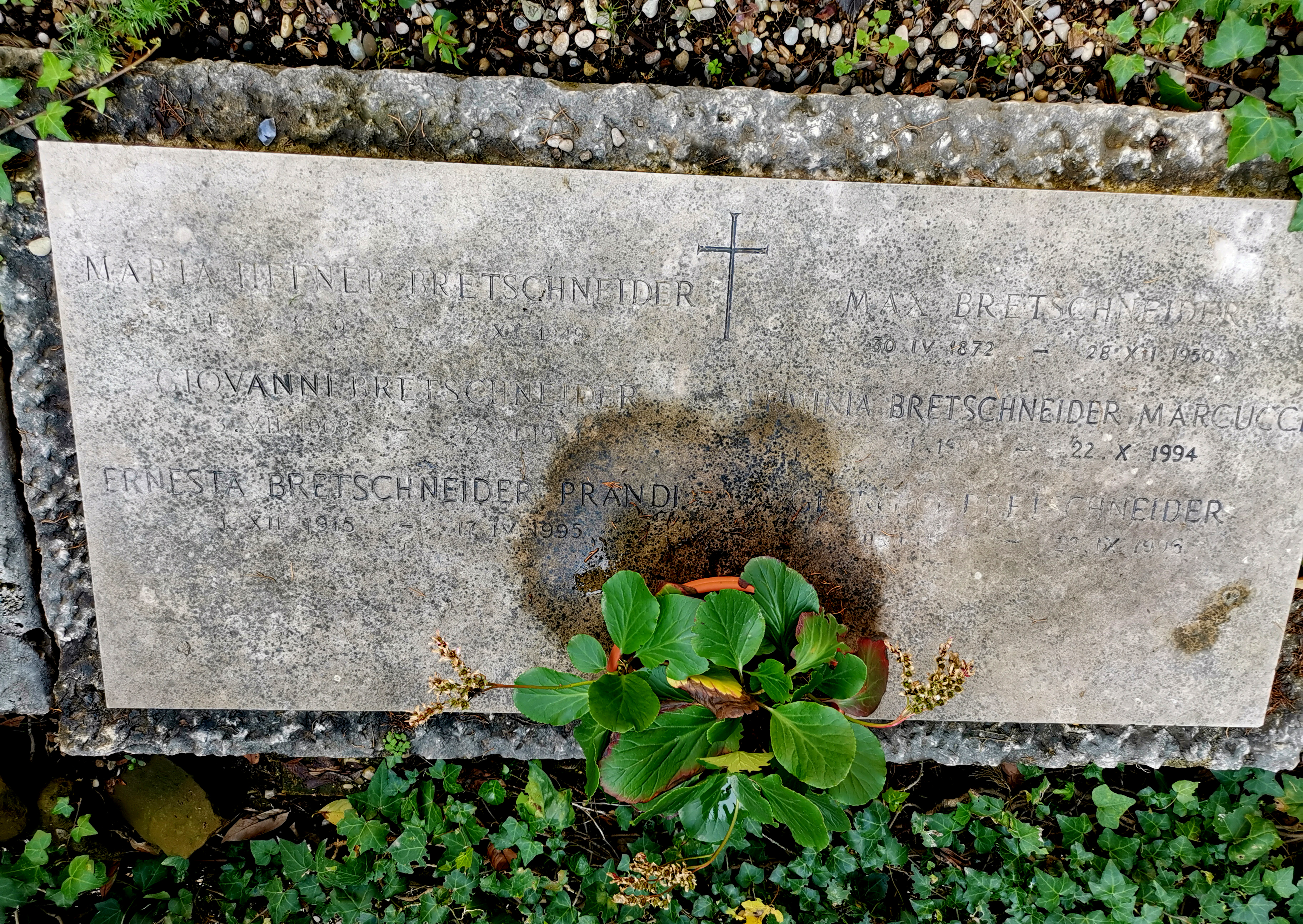
Grab auf dem Campo Santo Teutonico, Rom

Max Bretschneider (* 30. April 1872 in Crimmitschau (Sachsen); † 28. Dezember 1950 in Rom) war ein deutscher Buchhändler und Verleger, der vorwiegend in Rom wirkte.
Bretschneider ging nach einer Buchhändlerlehre bereits in jungen Jahren 1894 nach Rom, wo er mit der Verlagsbuchhandlung von Hermann Loescher zusammenarbeitete. Nach dessen Tod erwarb Bretschneider den Verlag im Jahr 1896. Im Jahr 1907 eröffnete er in der Via del Tritone eine Verlagsbuchhandlung unter eigenem Namen, die schon bald zum Treffpunkt für alle Antikenbegeisterten in der ewigen Stadt wurde. 1928 zog er mit Buchhandlung, Verlag und Wohnung in die Via Cassiodoro 19 im Quartier Prati um, wo sich noch heute der Sitz der Verlagsbuchhandlung befindet. Seit 1945 trugen Verlag und Buchhandlung den Namen «L'ERMA» di Bretschneider, ein Akronym für Libreria Editrice Romana Monumenti e Arte. Der auf Altertumswissenschaft, Archäologie und Kunstgeschichte spezialisierte Verlag wird noch immer als Familienunternehmen, mittlerweile in dritter Generation, weitergeführt.